# دبنیاک (استان اشوی‌داشکسیه)
دبنیاک (به لهستانی: Dębniak) یک منطقهٔ مسکونی در لهستان است که در گمینا نووا سووپیا واقع شده‌است. دبنیاک ۲۱۰ نفر جمعیت دارد.